# Roger Kolo
Kolo Christopher Laurent Roger, conegut com a Roger Kolo (Belon'i Tsiribihina, Menabe, 3 de setembre de 1943) és un polític i metge malgaix, especialista en cirurgia i radiologia. Va ser Primer Ministre de Madagascar des de l'abril de 2014 fins al gener de 2015.
Kolo va néixer a la localitat malgaix de Belon'i Tsiribihina, a la costa sud-est del país; el seu pare treballava en una oficina de correus i va ser vicealcalde de la seva població. El seu germà Roland Kolo, també s'ha dedicat a la política exercint com a membre de la Cambra alta del Parlament de Madagascar.
De 1970 a 1977, va estar estudiant a la Universitat d'Antananarivo, en la qual va obtenir la llicenciatura en Medicina. Després es va traslladar a França, on es va especialitzar en Cirurgia i tot seguit a la Universitat de Ginebra, Suïssa, on es va llicenciar en Radiologia. Va començar treballant en tres centres privats de radiologia, des de 1997 a 2003. Alhora, va esdevenir membre de la Societat Suïssa de Radiologia i la Societat Francesa de Radiologia. Durant la seva estada a Suïssa, va obtenir la ciutadania d'aquest país.
L'any 2013 va tornar a Madagascar per presentar-se com a candidat independent a les Eleccions presidencials d'aquest mateix any, però a causa que no complia un dels requisits de residència al país, la seva candidatura no va ser acceptada. Finalment en no tenir partit polític va treballar en estreta col·laboració amb Hery Rajaonarimampianina, passant a estar vinculat a Hery Vaovao hoan'i Madagasikara (Nova Força per a Madagascar, HVM) durant la seva campanya electoral. Quan Rajaonarimampianina va assumir la presidència el gener de 2014, després d'una ronda de consultes aconseguint el suport de la majoria del parlament, el 16 d'abril d'aquest any Kolo va ser nomenat com a Primer ministre de Madagascar, en successió d'Omer Beriziky. Als pocs dies del seu nomenament el 18 d'abril, va anunciar el seu gabinet de govern, amb 31 membres de diferents afiliacions polítiques.